# دانيال لويس (لاعب كرة طائرة)
دانيال لويس (3 أبريل 1976 في كندا - ) هو لاعب كرة طائرة شاطئية ولاعب كرة طائرة كندي في مركز ضارب خارجي ‏.

## وصلات خارجية
- دانييل لويس على موقع الاتحاد الأوروبي (الإنجليزية)
- دانييل لويس على موقع Ligue Nationale de Volley (الفرنسية)